# Gelis festinans
Gelis festinans är en stekelart som först beskrevs av Johan Christian Fabricius 1798.  Gelis festinans ingår i släktet Gelis och familjen brokparasitsteklar. Arten är reproducerande i Sverige. Inga underarter finns listade i Catalogue of Life.